# Hudie Dao
Hudie Dao (chinesisch 胡蝶島) ist eine kleine Felseninsel im Archipel der Südlichen Shetlandinseln. Sie liegt 600 m nordwestlich der Insel Beike Dao sowie nordwestlich der Fildes-Halbinsel von King George Island. Ihre steilen Ufer sind durch Kliffs gekennzeichnet, das Inselinnere durch abgeflachte Felsformationen.
Chinesische Wissenschaftler benannten sie 1986. Der weitere Benennungshintergrund ist nicht überliefert.